# جلان إم. ليونارد
جلان إم. ليونارد (بالإنجليزية: Glen M. Leonard)‏ هو قسيس أمريكي، ولد في 1938.